# 1732
Перша наукова революція •  Глухівський період в історії Гетьманщини •  Російська імперія

## Геополітична ситуація
Османську імперію очолює Махмуд I (до 1754). Під владою османського султана перебувають Близький Схід та Єгипет,, Середземноморське узбережжя Північної Африки, частина Закавказзя, значні території в Європі: Греція, Болгарія та Сербія. Васалами османів є Волощина та Молдова.
Священна Римська імперія охоплює, крім німецьких земель, Угорщину з Хорватією, Трансильванію, Богемію, Північну Італію, Австрійські Нідерланди. Її імператор — Карл VI Габсбург (до 1740). Король Пруссії — Фрідріх-Вільгельм I (до 1740).
На передові позиції в Європі вийшла Франція, якою править Людовик XV (до 1774). Франція має колонії в Північній Америці та Індії.
Король Іспанії — Філіп V з династії Бурбонів (до 1746). Королівству Іспанія належать південь Італії, Нова Іспанія, Нова Гранада та Віце-королівство Перу в Америці, Філіппіни. Королем Португалії є Жуан V (до 1750). Португалія має володіння в Бразилії, в Африці, в Індії, в Індійському океані й Індонезії.
Північ Нідерландів займає Республіка Об'єднаних провінцій. Вона має колонії в Північній Америці, Індонезії, на Формозі та на Цейлоні. Великою Британією править Георг II (до 1760). Британія має колонії в Північній Америці, на Карибах та в Індії. Король Данії та Норвегії — Крістіан VI (до 1746), на шведському троні сидить Фредерік I (до 1751). На Апеннінському півострові незалежні Венеціанська республіка та Папська область. у Речі Посполитій королює Август II Сильний (до 1733). На троні Російської імперії сидить Анна Іванівна (до 1740).
Україну розділено по Дніпру між Річчю Посполитою та Російською імперією. Гетьман Лівобережної України — Данило Апостол. Пристановищем козаків є Олешківська Січ. Існує Кримське ханство, якому підвладна Ногайська орда.
В Ірані правлять Сефевіди.
Значними державами Індостану є Імперія Великих Моголів, Імперія Маратха. В Китаї править Династія Цін. У Японії триває період Едо.

## Події

### В Україні
- Збудовано Собор Різдва Пресвятої Богородиці у Вінниці.

### У світі
- У Данії засновано Азійську компанію.
- У Хамадані підписано мирну угоду між Туреччиною та Персією. Із недавніх завоювань Туреччина зберегла за собою лише Грузію та Вірменію.
- Джеймс Оглторп отримав хартію на заснування колонії Джорджія.
- У місті Решт підписано другий договір між Російською імперією та Персією. Росія відмовилася від своїх завоювань на Кавказі.
- У Персії Надер Шах змістив з трону Тахмаспа II і посадив Аббаса III, ще маля, а себе оголосив регентом.
- Мальтійський орден завдав поразки османам у морській битві біля Дам'яту.
- Джунгари зазнали поразки від маньчжурів біла Каракорума.
- Пешва Баджі Рао I зустрівся Нізам-уль-Мульком договоритися про розподіл Декану.
- Столиця Російської імперії повернулася в Санкт-Петербург.
- Бургард-Крістоф Мініх почав реорганізацію російської армії.
- Три чорні орли, Австрія, Прусія та Росія утворити таємний союз проти Речі Посполитої.
- Утворено конгрегацію редемптористів.

### Наука та культура
- Герман Бургаве опублікував у Лейдені авторизоване видання Elementa chemiae.

- Михайло Гвоздєв зі штурманом Іваном Федоровим на Святому Гавриїлі уперше переплив Берингову протоку від мису Дежньова до мису принца Уельського і дослідив узбережжя Аляски.[1]

- Французький астроном на російській службі Жозеф-Ніколя Деліль винайшов шкалу Деліля для вимірювання температури (перекалібрована в 1738-му).

- Анрі Піто винайшов трубку Піто для вимірювання швидкості течії під мостами через Сену.
- Перший у світі плавучий маяк поставлено на якір в естуарії Темзи.[2]

- Медаль Коплі: Стівен Грей[3]

## Народились
див. також Категорія:Народились 1732
- 24 січня — П'єр-Огюст-Карон де Бомарше, французький драматург.
- 22 лютого — Джордж Вашингтон, перший президент Сполучених Штатів Америки (пом. 14 грудня 1799).
- 31 березня — Франц Йозеф Гайдн, австрійський композитор.
- 5 квітня — Жан-Оноре Фрагонар, французький художник.
- 6 жовтня — Невіль Маскелін, англійський астроном

## Померли
див. також Категорія:Померли 1732